# 梅田綾乃
梅田 綾乃（うめた あやの、1999年〈平成11年〉3月20日 - ）は、日本の元女優・元アイドルである。女性アイドルグループ・AKB48の元メンバーで、清水 綾乃（しみず あやの）名義でAKB48卒業後に芸能活動をしていた。東京都出身。

## 略歴
2011年9月24日、AKB48第13期研究生オーディション最終審査に仮合格。12月8日、「AKB48劇場6周年特別記念公演」において13期生のうちの一人として『会いたかった』を披露し、劇場デビュー。2013年8月24日、東京ドーム公演「AKB48 2013真夏のドームツアー 〜まだまだ、やらなきゃいけないことがある〜」において、正規メンバーへの昇格およびチーム4への所属が発表される。
2014年2月24日、「AKB48グループ大組閣祭り〜時代は変わる。だけど、僕らは前しか向かねえ!〜」において、チームBへ異動。
2016年11月にAKB48からの卒業を発表し、2017年3月22日、AKB48劇場において卒業公演が行われる。
2017年5月10日から14日にかけて、劇団TEAM-ODACから派生した劇団五反田タイガーによる旗揚げ公演「Tokyo Community Life」が新宿村LIVEにて上演され、卒業後初の舞台作品出演にして主演を務めた。また、同作の劇中歌として使用された『Gimme Love』が同年11月1日にCD化され、梅田が歌唱する梅田綾乃バージョンが同時収録された。
同年11月、集英社『週刊プレイボーイ』において初のグラビアを飾る。Fカップであることを明かした。
2018年9月22日、画数を考え「清水綾乃」に改名したことを発表。光文社『FLASH』2018年10月9日号において改名記念の水着グラビアを披露した。
同年10月13日、自身のブログで芸能事務所のハーモニープロモーションに所属することを発表した。
2019年、双葉社『漫画アクション』2019年12月17日号No.24で漫画雑誌初表紙を飾る。
2020年5月31日、芸能界からの引退を自身のTwitterで公表した。
2021年5月22日、横浜・ぴあアリーナMMで開催された『峯岸みなみ卒業コンサート〜桜の咲かない春はない〜』に梅田綾乃として出演。峯岸チーム4の同僚であった小嶋真子、西野未姫、内山奈月、橋本耀らと共に「清純フィロソフィー」「LOVE修行」を歌唱した。
同年12月21日、AKB48劇場で開催された「13期生10周年特別公演」に梅田綾乃として出演。現役の岩立沙穂、北澤早紀、篠崎彩奈、村山彩希、茂木忍、卒業生の大島涼花、岡田彩花、高島祐利奈と共に「長い光」「手をつなぎながら」を歌唱した。
2024年7月6日に自身のインスタグラムで2024年の春に結婚していたことを発表した。

## 人物
AKB48在籍時から「恥ずかしくて」とグラビア撮影は断ってきたが、所属事務所の宣材写真撮影をきっかけに「緊張したけど楽しくて大丈夫かも」と自信を持った。
福島好きを公言し、2017年の産経新聞主催の「あたまがふくしまちゃんと行く　福島応援バスツアー」では全日程に同行した。
AKB48在籍時のニックネームは「うめたん」。

## AKB48在籍時の参加楽曲

### シングル選抜楽曲
- 「ギンガムチェック」に収録
  - あの日の風鈴 - 「ウェイティングガールズ」名義
- 「UZA」に収録
  - 大人への道 - 「研究生」名義
- 「永遠プレッシャー」に収録
  - 私たちのReason
- 「So long !」に収録
  - 強い花 - 「研究生」名義
- 「さよならクロール」に収録
  - LOVE修行 - 「研究生」名義
- 「ハート・エレキ」に収録
  - 清純フィロソフィー - 「Team 4」名義
- 「前しか向かねえ」に収録
  - 恋とか…
- 「ラブラドール・レトリバー」に収録
  - Bガーデン - 「Team B」名義
- 「希望的リフレイン」に収録
  - ロンリネスクラブ - 「Team B」名義
- 「唇にBe My Baby」に収録
  - 金の羽根を持つ人よ - 「Team B」名義
- 「翼はいらない」に収録
  - 恋をすると馬鹿を見る - 「Team B」名義

### アルバム選抜楽曲
- 『1830m』に収録
  - さくらんぼと孤独 - 「研究生」名義
  - 青空よ 寂しくないか? - 「AKB48+SKE48+NMB48+HKT48」名義
- 『次の足跡』に収録
  - チーム坂 - 「Team 4」名義
- 『ここがロドスだ、ここで跳べ!』に収録
  - To goで - 「Team B」名義
- 『0と1の間』に収録
  - ミュージックジャンキー - 「Team B」名義

### 劇場公演ユニット曲
チーム4 1st Stage「僕の太陽」公演
- 向日葵（仲俣汐里のアンダー）

チームK 6th Stage「RESET」
- 檸檬の年頃（前座ガールズ）
- 逆転王子様（内田眞由美のアンダー）

チームA 6th Stage「目撃者」
- ミニスカートの妖精（前座ガールズ）

研究生公演「RESET」
- 逆転王子様

チームB 5th Stage「シアターの女神」
- ロマンスかくれんぼ（前座ガール）

研究生公演「僕の太陽」
- 愛しさのdefence（サイード横田絵玲奈のアンダー）
- 向日葵

梅田チームBウェイティング公演
- ごめんね ジュエル（バックダンサー）

大島チームKウェイティング公演
- Glory days（バックダンサー）

研究生公演「パジャマドライブ」
- パジャマドライブ
- 鏡の中のジャンヌ・ダルク（茂木忍のアンダー）

峯岸チーム4「手をつなぎながら」公演
- Glory days

倉持チームB「パジャマドライブ」公演
- 天使のしっぽ（大和田南那のアンダー）
- パジャマドライブ（大島涼花のアンダー）
- 鏡の中のジャンヌ・ダルク（小笠原茉由・大家志津香のアンダー）

高橋チームA「恋愛禁止条例」公演
- 恋愛禁止条例（武藤十夢のアンダー）

横山チームK「RESET」公演
- 奇跡は間に合わない（鈴木紫帆里のアンダー）

田中将大「僕がここにいる理由」公演
- 友達でいられるなら（茂木忍のアンダー）
- 虫のバラード（横山由依のアンダー）

木﨑チームB「ただいま 恋愛中」公演
- Faint

リバイバル公演「僕の太陽」
- 向日葵

## 楽曲

### 配信
- Gimme Love（2017年5月、Soymilk Co）（舞台『Tokyo Community Life』劇中歌）

## 作品

### イメージビデオ
- 「東京・漂流少女」（2019年8月23日、コペル）[22]
- 沖縄で明るくやってみました!!（2020年1月24日、コペル）

## 出演

### 舞台
- ミュージカル「AKB49〜恋愛禁止条例〜」（2014年9月11日 - 16日、AiiA Theater Tokyo） - 野中かおり 役[23]
- 舞台「マジすか学園」〜京都・血風修学旅行〜（2015年5月14日 - 19日、AiiA 2.5 Theater Tokyo） - ハジメ 役[24]
- 劇団TEAM-ODAC公演
  - DARMA〜ダルマ〜（2015年6月18日 - 23日、紀伊國屋ホール） - 静音 役[25]
  - 僕らの深夜高速（2015年10月7日 - 12日、草月ホール） – 白鳥うらん 役
  - おおばかもの〜おおばかものだけど、わるいやつらではない〜（2016年10月26日 - 30日、草月ホール） - 矢吹薫 役[26]
  - 毎日が冒険〜ねぇ… miss you〜（2017年8月9日 - 13日、紀伊國屋サザンシアター）
  - 第29回本公演「HOME〜いつか帰るよ、僕だけのHOME〜」（2018年5月9日 - 14日、紀伊國屋ホール）[27]
- 朗読劇「UBUGOE -voice of comedy- vol.12」（2016年7月20日、亀有リリオホール） - 河口さくら / ちとせ 役
- リーディングシアター「恋工場」（2016年9月21日、ベルサール渋谷ガーデン Cホール）[28]
- 劇団五反田タイガー 1st STAGE「Tokyo Community Life」（2017年5月10日 - 14日、新宿村LIVE） - 主演・魚住麻衣子 役[6]
- SOLID STARプロデュースvol.10「仁義ある宴会」（2017年7月12日 - 17日、シアターサンモール）
- 初恋ちゃちゃちゃランドvol.2（2017年9月5日・6日、座・高円寺2）
- 朗読劇「思い出はコンビーフに乗せて」（2017年9月9日 - 10日、STUDIOユーキース）
- ユーキース・エンタテインメント「1000万ドルの夜景」（2017年11月14日 - 19日、新宿シアターブラッツ） - 主演・足立利香 役[29][30]
- 第五回 園田英樹演劇祭 ミュージカル「バックホーム」（2017年12月21日 - 28日、新宿シアターミラクル）[10]
- PURESMILE presents「おおばかもの 〜憧れのサンパチマイク〜」（2018年12月12日 - 16日、草月ホール） - 大貫美恵 役[31]
- patisserie maison 3110 presents「おおばかもの〜ふくらめ！私のイースト菌！〜」（2019年10月31日 - 11月4日、浅草花劇場） - 主演・鮫州桜 役[32][33]

### テレビドラマ
- ランウェイ24（2019年7月6日 - 、テレビ朝日 / 7月7日 - 、ABCテレビ） - 西村優子 役[34]

### その他のテレビ番組
- いじめをノックアウト スペシャル第7弾 僕にできること君にしかできないこと（2016年3月19日、NHK Eテレ）
- バラいろダンディ (2018年11月15日・12月3日 - 17日、TOKYO MX）

### ラジオ
- 小倉ちゃちゃちゃラジオ（2017年5月8日、FM KITAQ）
- オレたちゴチャ・まぜっ!〜集まれヤンヤン〜（2019年4月21日 - 2020年4月18日、MBSラジオ） - ヤンヤンガールズ11期生